# Ясинуватський проїзд
Ясинува́тський прої́зд — зниклий проїзд у Московському, нині Голосіївському районі міста Києва, місцевість Забайків'я. Пролягав від вулиці Монтажників до Ясинуватського провулку.

## Історія
Виник у 1-й половині XX століття під назвою Луговий провулок. Назву Ясинуватський проїзд отримав 1955 року.
Ліквідований наприкінці 1970-х — на початку 1980-х років у зв'язку з частковою зміною забудови й переплануванням місцевості.